# Labzunka
Labzunka (ros. Лябзунка) – wieś w Rosji, w rejonie grazowieckim obwodu wołogodzkiego. W 2002 liczyła 6 mieszkańców.